# Klinik Füssen
Die Klinik Füssen ist ein Krankenhaus in der bayerisch-schwäbischen Stadt Füssen. Sie wurde 1894 als Distriktkrankenhaus gegründet und gehört heute zum Kommunalunternehmen Kliniken Ostallgäu-Kaufbeuren.

## Geschichte
Das erste Krankenhaus in Füssen war das um 1300 errichtete Leprosen- und Siechenhaus, das gegenüber der Frau-am-Berg-Kirche stand. 1465 wurde das Alte Spital nahe der Lechbrücke gebaut, in dem Alte und Kranke durch eine Spitalstiftung betreut wurden. 1774 entstand daneben das Neue Spital. Nach dem Auftreten von Pocken wurde 1872/1873 am Standort der heutigen Klinik an der Stadtbleiche ein Isolierkrankenhaus, das sogenannte Blatternhaus, gebaut. 1874 begann die Mechanische Seilerwarenfabrik mit dem Bau eines eigenen Fabrikkrankenhauses.
Planungen für ein neues Krankenhaus gehen bis auf das Jahr 1858 zurück. 1894 wurde dann das Distriktkrankenhaus gebaut, das der Vorgänger der heutigen Klinik ist. In der Folgezeit wurde der Bau mehrfach vergrößert und erweitert. 1998 wurden die Kreiskliniken Füssen, Marktoberdorf und Obergünzburg zum Kommunalunternehmen Kreiskliniken Ostallgäu zusammengeschlossen, 2007 entstanden die Kliniken Ostallgäu-Kaufbeuren. 2013 mussten die Kliniken Marktoberdorf und Obergünzburg schließen. 2017 bis 2019 wurde der Bettentrakt der Klinik Füssen neu gebaut, der Altbau wurde abgerissen.

## Gegenwart
Träger der Klinik Füssen sind die Kliniken Ostallgäu-Kaufbeuren, eine Anstalt des öffentlichen Rechts des Landkreises Ostallgäu und der Stadt Kaufbeuren. Im Krankenhausplan des Freistaates Bayern ist die Klinik als Plankrankenhaus der ersten Versorgungsstufe ausgewiesen, dient also der  Grundversorgung. Für Studierende der Ludwig-Maximilians-Universität München ist die Klinik ein Lehrkrankenhaus.
Die Klinik hat 120 Betten und Fachabteilungen für Innere Medizin, Gynäkologie und Geburtshilfe, Unfallchirurgie, Allgemeine Chirurgie, Hals-Nasen-Ohren-Heilkunde und Geriatrie. In grenzüberschreitender Kooperation mit dem österreichischen Bezirkskrankenhaus Reutte betreibt sie das Herzzentrum Füssen-Außerfern, das insbesondere eine schnellere Versorgung von Infarktpatienten aus dem Außerfern ermöglicht, die zuvor über zwei Gebirgspässe nach Innsbruck gebracht werden mussten. Die Klinik ist Teil des Neurovaskulären Netzwerks Südwestbayern (NEVAS) zur Versorgung von Schlaganfallpatienten, wobei sie telemedizinische Beratung durch die NEVAS-Zentrumsklinik in Günzburg erhält.